# Фелікс Цимальковскі
Фелікс Цимальковскі (нім. Felix Zymalkowski; 13 серпня 1913, Берлін — 17 серпня 2004, Бонн) — німецький морський офіцер, корветтен-капітан. Доктор фармацевтичної хімії, професор (1963). Кавалер Лицарського хреста Залізного хреста.

## Біографія
В квітні 1934 року вступив на службу у рейхсмаріне. Учасник громадянської війни в Іспанії.
З кінця 1942 року і до кінця війни — командир 8-ї флотилії торпедних катерів.
Навчався у хіміка Карла Вільшельма Розенмунда в Кілі, пройшов габілітацію в 1955 році. З 1959 до 1963 року працював у Інституті фармацевтичної хімії Гамбурзького університету. В 1963 році переведений разом із частиною співробітників в Бонн, працював там до 1979 року. 
З 1972 року — член Леопольдіни.

## Нагороди

### Міжвоєнний період
- Офіцер ордена Медауйя (Іспанське Марокко) (5 листопада 1937)
- Медаль «За вислугу років у Вермахті» 4-го класу (1 квітня 1938)
- Іспанський хрест в бронзі (6 червня 1939)

### Друга світова війна
- Медаль «У пам'ять 22 березня 1939 року» (26 жовтня 1939)
- Медаль «У пам'ять 1 жовтня 1938» (20 грудня 1939)
- Залізний хрест 2-го класу (14 квітня 1940)
- Нагрудний знак торпедних катерів (22 квітня 1941)
- Нагрудний знак флоту (22 липня 1941)
- Орден Хреста Свободи 4-го класу (Фінляндія) (20 лютого 1942)
- Залізний хрест 1-го класу (6 березня 1942)
- Німецький хрест в золоті (27 грудня 1943)
- Лицарський хрест Залізного хреста (10 квітня 1945)

## Біблографія

### Автор
- Zur Kenntnis der Phenollactone. Dissertation, Universität Kiel 1948, DNB 481728252.
- Über die Darstellung von Chinolylcarbinolen und deren Umwandlung in Desoxybasen. Habilitationsschrift, Universität Kiel 1955, DNB 480602662.
- Die quantitative Bestimmung der Alkaloide in Drogen und Drogenzubereitungen. (Die chemische Analyse; Bd. 47). Enke Verlag, Stuttgart 1960 (zusammen mit Otto Erich Schultz), DNB 454511515.
- Katalytische Hydrierung im organisch-chemischen Laboratorium. (Sammlung chemischer und chemisch-technischer Beiträge/N.F.; Bd. 61). Ferdinand Enke Verlag, Stuttgart 1965, DNB 455851441.

### Редактор
- C-N Verbindungen. (Methodicum chimicum; Bd. 6). Thieme, Stuttgart 1974, ISBN 3-13-480601-0.